# Съдебен съвет
Съдебният съвет е орган по управление, администриране и дисциплиниране на съдебната власт в редица държави от романската система. 
В България такъв орган е създаден за първи път с Конституцията от 1991 г.  България между 1878 г. и 1991 г. няма съдебен съвет.
Ръководството и организацията на дейността на съдебната власт се осъществява от съдебни съвети с различно наименование и състав във Франция, Белгия, Италия, Испания, Португалия, Румъния, Полша, Турция, Унгария, Словакия, Словения, Хърватия, Дания, Латвия, Естония и Албания. 
Германия, Австрия, Швейцария, Чехия, Швеция, Финландия, Норвегия, Гърция, Малта, Литва, Люксембург, Ирландия, Великобритания и Северна Ирландия нямат съдебен съвет. 
В Холандия само номинално съществува подобен орган с представителни функции, който не осъществява управление и кадруване. 
В Руската федерация съществуват два аналогични органа на съдебен съвет с ограничени правомощия - Съвет на съдиите (общосъдийско федерално съобщество) и Висша квалификационна колегия - по подбора и дисцплинарната отговорност на съдиите. 